# Betta stigmosa
Betta stigmosa — тропічний прісноводний вид риб з родини осфронемових (Osphronemidae), підродина макроподових (Macropodusinae).
Зустрічається також назва виду в формі B. stigmosus, зокрема так вона значиться й в оригінальному описі. Однак дійсною назвою є B. stigmosa, а B. stigmosus — це помилкове написання, оскільки видова назва — прикметник і, за правилами Міжнародного кодексу зоологічної номенклатури, вона має узгоджуватись із родовою назвою.
Латиною stigmosus означає вкритий маркуванням, стосується малюнку на зябрових кришках та смужок на спинному, хвостовому та анальному плавцях як у самців, так і в самок.
Належить до групи видів B. pugnax. В її складі для клади B. apollon–B. ferox–B. stigmosa результати ДНК виявляють незначну градацію відмінностей послідовностей, рівень якої відповідає географічним популяціям одного виду.

## Опис
Максимальний відомий розмір 41,1 мм стандартної (без хвостового плавця) довжини. Тіло відносно низьке, голова порівняно довга й тупа на кінці. Спинний, хвостовий та анальний плавці загострені на кінцях, спинний посунутий назад. Хвостовий плавець витягнутий, його промені виходять за межі полотна, а центральні промені в самців подовжені. Довжина основи анального плавця становить близько половини стандартної довжини, Черевні плавці закруглені й мають довгий ниткоподібний промінь, грудні плавці округлі.
Морфометричні показники Betta stigmosa: загальна довжина 141,5-148,0 %, предорсальна (до початку спинного плавця) довжина 62,8-67,5 %, преанальна (до початку анального плавця) довжина 47,2-52,8 %, довжина голови 33,6-36,5 %, висота тіла на рівні початку спинного плавця 25,6-28,2 %, висота хвостового стебла 14,4-17,3 %, довжина черевних плавців 33,2-51,8 %, довжина основи анального плавця 48,2-51,3 %, довжина основи спинного плавця 12,2-13,9 % стандартної довжини.
Меристичні показники: хребців 28-29, в анальному плавці 1-2 твердих і 21-23 м'яких променів (всього 23-24), у спинному плавці 0-1 твердий і 8-9 м'яких променів (всього 9-10), у хвостовому плавці 15 променів, у черевних плавцях по 1 твердому і 5 м'яких променів, у грудних плавцях по 12-13 променів, 29-30 лусок у бічній лінії, 9½-10 рядів лусок у поперечному напрямку на рівні початку спинного плавця.
Основне забарвлення сіре або коричневе з зеленими або блакитними блискучими цятками на тілі, які іноді поширюються й на черево. У самців зелений або блакитний лиск мають також зяброві кришки та горло. Нижня губа чорна, коротка горизонтальна чорна смуга проходить через око й закінчується на задньому краї зябрових кришок. Нижче неї розкидано кілька чорних цяток, але вони можуть бути приховані загальною темною пігментацією.
Спинний та хвостовий плавці в самців і самок мають блакитні та чорнуваті поперечні смужки, що чергуються. Поперечні чорні смужки присутні також у задній частині анального плавця. Анальний плавець має темну облямівку. Черевні плавці яскраво-білі.
Самці більші за самок, мають ширшу голову, довші плавці, більше лиску й більш барвисті плавці.

## Поширення
Betta stigmosa була описана з гірських струмків у районі Секаю (малай. Sekayu), штат Тренгану, Півострівна Малайзія, але ареал виду поширюється далі на північ (водоспади Лата-Тембака (малай. Lata Tembakah) на півночі Тренгану) та на південь (водоспади Ґамбанг (малай. Gambang) на півночі штату Паханг) від цієї місцевості. Орієнтовна загальна територія поширення виду оцінюється в 3794 км².
Бетта стигмоза зустрічається в заболочених лісових струмках, що стікають до водоспадів. Вода в них може бути від прозорої до коричневої. Риб ловили серед прибережної рослинності та шару зануреного листя.
До числа синтопичних видів належать Poropuntius smedleyi, Puntius binotatus, Rasbora cf. bunguranensis (родина Коропові), види Clarias (родина Кларієві), Amblyceps mangois (родина Товстохвості соми), Channa gachua, C. melasoma (родина Змієголові) та тиляпія (родина Цихлові).

## Розмноження
Батьківське піклування в Betta stigmosa полягає в інкубації ікри в роті.

## Відео
- B.Stigmosa на YouTube by Pibk Penang